# 24647 Maksimachev
24647 Maksimachev (tên chỉ định: 1985 QL5) là một tiểu hành tinh vành đai chính. Nó được phát hiện bởi Nikolai Chernykh ở Đài vật lý thiên văn Crimean gần Nauchnyj, Ukraine, ngày 23 tháng 8 năm 1985. Nó được đặt theo tên Boris Alexeevich Maksimachev, a một nhà thiên văn học người Nga.